# Филмор (Юта)
Филмор (англ. Fillmore) — город в штате Юта (США). Административный центр округа Миллард. По данным переписи за 2010 год число жителей города составляло 2435 человек.

## История
Филмор был первой столицей территории Юта. Он был назван в честь президента США Милларда Филлмора, который назначил Бригама Янга губернатором территории. В 1951 году был создан округ Миллард из части округа Айрон, центром стал город Филмор. Первыми поселенцами были в основном американцы, а также несколько англичан, шотландцев и скандинавов. К 1852 году в городе было уже около 30 домов и школа, был открыт почтовый офис. В 1853-1854 годах был построен форт из-за нападений индейцев. Развитие юга Юты шло медленно, поэтому в 1856 году столица была перенесена в Солт-Лейк-Сити. 12 января 1867 года Филмор был инкорпорирован легислатурой штата.

## Население
| Год переписи | Нас. |  | %±     |
| ------------ | ---- |  | ------ |
| 1860         | 715  |  | —      |
| 1870         | 905  |  | 26,6%  |
| 1880         | 987  |  | 9,1%   |
| 1890         | 838  |  | −15,1% |
| 1900         | 1037 |  | 23,7%  |
| 1910         | 1191 |  | 14,9%  |
| 1920         | 1490 |  | 25,1%  |
| 1930         | 1374 |  | −7,8%  |
| 1940         | 1785 |  | 29,9%  |
| 1950         | 1890 |  | 5,9%   |
| 1960         | 1602 |  | −15,2% |
| 1970         | 1411 |  | −11,9% |
| 1980         | 2083 |  | 47,6%  |
| 1990         | 1956 |  | −6,1%  |
| 2000         | 2253 |  | 15,2%  |
| 2010         | 2435 |  | 8,1%   |
| 2016         | 2491 |  | 2,3%   |

По данным переписи 2010 года население Филмора составляло 2435 человек (из них 50,9 % мужчин и 49,1 % женщин), в городе было 824 домашних хозяйства и 633 семей. На территории города было расположено 936 постройек со средней плотностью 62,8 постройки на один квадратный километр суши. Расовый состав: белые — 83,1 %, коренные американцы — 1,1 %.
Население города по возрастному диапазону по данным переписи 2010 года распределилось следующим образом: 32,8 % — жители младше 18 лет, 3,2 % — между 18 и 21 годами, 50,6 % — от 21 до 65 лет и 13,4 % — в возрасте 65 лет и старше. Средний возраст населения — 32,5 лет. На каждые 100 женщин в Филморе приходилось 103,8 мужчин, при этом на 100 совершеннолетних женщин приходилось уже 104,8 мужчин сопоставимого возраста.
Из 824 домашних хозяйств 76,8 % представляли собой семьи: 65,8 % совместно проживающих супружеских пар (32,5 % с детьми младше 18 лет); 6,6 % — женщины, проживающие без мужей и 4,5 % — мужчины, проживающие без жён. 23,2 % не имели семьи. В среднем домашнее хозяйство ведут 2,94 человека, а средний размер семьи — 3,45 человека. В одиночестве проживали 21,5 % населения, 10,0 % составляли одинокие пожилые люди (старше 65 лет).

## Экономика
В 2015 году из 2016 человек старше 16 лет имели работу 1302. При этом мужчины имели медианный доход в 30 293 долларов США в год против 30 183 долларов среднегодового дохода у женщин. В 2014 году медианный доход на семью оценивался в 50 972 $, на домашнее хозяйство — в 41 563 $. Доход на душу населения — 17 845 $ в год.

## Географическое положение
По данным Бюро переписи населения США город имеет общую площадь в 14,9 км². Через город проходит межштатная автомагистраль I-15.

### Климат
По классификации климатов Кёппена климат Филмора относится к семиаридному климату умеренных широт (Bsk). Средняя температура в году — 9,6 °C, самый тёплый месяц — июль (средняя температура 22,7 °C), самый холодный — январь (средняя температура −2,7 °C). Среднее количество осадков в году 231 мм.
| Показатель                    | Янв.  | Фев.  | Март  | Апр.  | Май  | Июнь | Июль | Авг. | Сен. | Окт.  | Нояб. | Дек.  | Год   |
| ----------------------------- | ----- | ----- | ----- | ----- | ---- | ---- | ---- | ---- | ---- | ----- | ----- | ----- | ----- |
| Абсолютный максимум, °C       | 20    | 26,7  | 28,3  | 32,2  | 37,2 | 41,1 | 41,1 | 40,6 | 36,7 | 32,2  | 26,7  | 19,4  | 41,1  |
| Средний суточный максимум, °C | 4,9   | 8,4   | 13,8  | 18,8  | 24,1 | 29,7 | 33,7 | 32,2 | 27,4 | 20,2  | 12    | 5,3   | 19,2  |
| Средняя температура, °C       | −2,7  | 0,7   | 4,9   | 8,9   | 13,6 | 18,6 | 22,7 | 21,6 | 16,3 | 9,8   | 3,2   | −2,3  | 9,6   |
| Средний суточный минимум, °C  | −10,1 | −7,1  | −3,9  | −0,9  | 3,2  | 7,3  | 11,8 | 10,8 | 5,3  | −0,7  | −5,7  | −9,8  |       |
| Абсолютный минимум, °C        | −36,1 | −33,3 | −32,8 | −17,8 | −8,3 | −4,4 | −1,1 | −2,2 | −8,3 | −21,1 | −30   | −38,3 | −38,3 |
| Норма осадков, мм             | 16    | 17    | 25    | 26    | 22   | 13   | 18   | 21   | 18   | 23    | 18    | 15    | 231   |